# Starosiele (rejon klecki)
Starosiele (biał. Стараселле; ros. Староселье) – wieś na Białorusi, w obwodzie mińskim, w rejonie kleckim, w sielsowiecie Zaostrowiecze.
Do 1939 leżały w Polsce, województwie nowogródzkim, w powiecie nieświeskim.